# Паулесс, Нильсон
Нильсон Паулесс (англ. Neilson Powless; род. 3 сентября 1996 в Сакраменто, штат Калифорния, США) —  американский профессиональный  шоссейный велогонщик,  выступающий с 2020 года за команду мирового тура «EF Pro Cycling».